# Companhia de Moçambique
Companhia de Moçambique (Moçambique-kompaniet), var ett statligt portugisiskt företag med förfoganderätt över marken i provinserna Manica och Sofala i koloniala Portugisiska Östafrika i centrala Mocambique mellan 11 februari 1891 och 1972. Det grundades med stöd från finansiärer i Tyskland, Storbritannien och Sydafrika under en tid när Portugal på allvar påbörjade sin exploatering av den tidigare mestadels försummade kolonin, som traditionellt hade fått sköta sig själv i stor utsträckning. Den präglades av brittiskt och franskt kapital.